# Zgornja Velka
Zgornja Velka je naselje v Občini Šentilj.